# 동구 을 (대전)
동구 을은 대한민국의 옛 국회의원 선거구이다. 당시 대전광역시 동구의 일부 지역을 관할했다.

## 역사
1989년 1월 1일을 기해 충청남도 대전시가 대전직할시로 승격되었다. 또한 이 과정에서 대덕군이 대전직할시로 편입되었다. 이에 대전시 동구 을 선거구는 대한민국 제14대 국회의원 선거를 앞두고 신설되는 대덕구 선거구에 오정동, 대화동 등의 일부 동을 넘겨준 후 동구 을 선거구로 개편되었다. 
대한민국 제16대 국회의원 선거를 앞두고 동구 갑, 동구 을 선거구가 동구 선거구로 통합되면서 폐지되었다.

## 역대 국회의원
| 선거   | 정당 | 정당         | 의원   |
| ------ | ---- | ------------ | ------ |
| 1992년 |      | 민주당       | 송천영 |
| 1996년 |      | 자유민주연합 | 이양희 |

## 역대 선거 결과

### 대한민국 제14대 국회의원 선거
|  | 44.73% |

|  | 28.46% |

|  | 18.30% |

|  | 4.16% |

|  | 2.03% |

|  | 1.60% |

|  | 0.67% |

### 대한민국 제15대 국회의원 선거
|  | 49.87% |

|  | 22.91% |

|  | 11.06% |

|  | 10.37% |

|  | 2.62% |

|  | 1.73% |

|  | 0.77% |

|  | 0.33% |

|  | 0.29% |